# Contea autonoma yi di Mabian
La contea autonoma yi di Mabian (马边彝族自治县S, Mǎbiān Yízú ZìzhìxiànP) è una contea della Cina, situata nella provincia di Sichuan e amministrata dalla prefettura di Leshan.